# Marotia
Marotia is een eiland van Madagaskar gelegen in de Straat Mozambique in de Indische Oceaan. Het eiland behoort tot de regio Boeny in de provincie Mahajanga.
De eerste immigranten die aan wal kwamen waren Arabieren.